# سكوت سبايكر
مايكل سكوت سبايكر (بالإنجليزية: Michael Scott Speicher)‏ (12 يوليو 1957 في كانساس سيتي، الولايات المتحدة - 17 يناير 1991 الأنبار، العراق) طيار في بحرية الولايات المتحدة أسقطت طائرته في العراق خلال حرب الخليج الثانية. كان أول القتلى الأمريكيين في الحرب. لم يعرف مصيره حتى 2 أغسطس 2009 عندما تم انتشال رفاته.

## الحادث

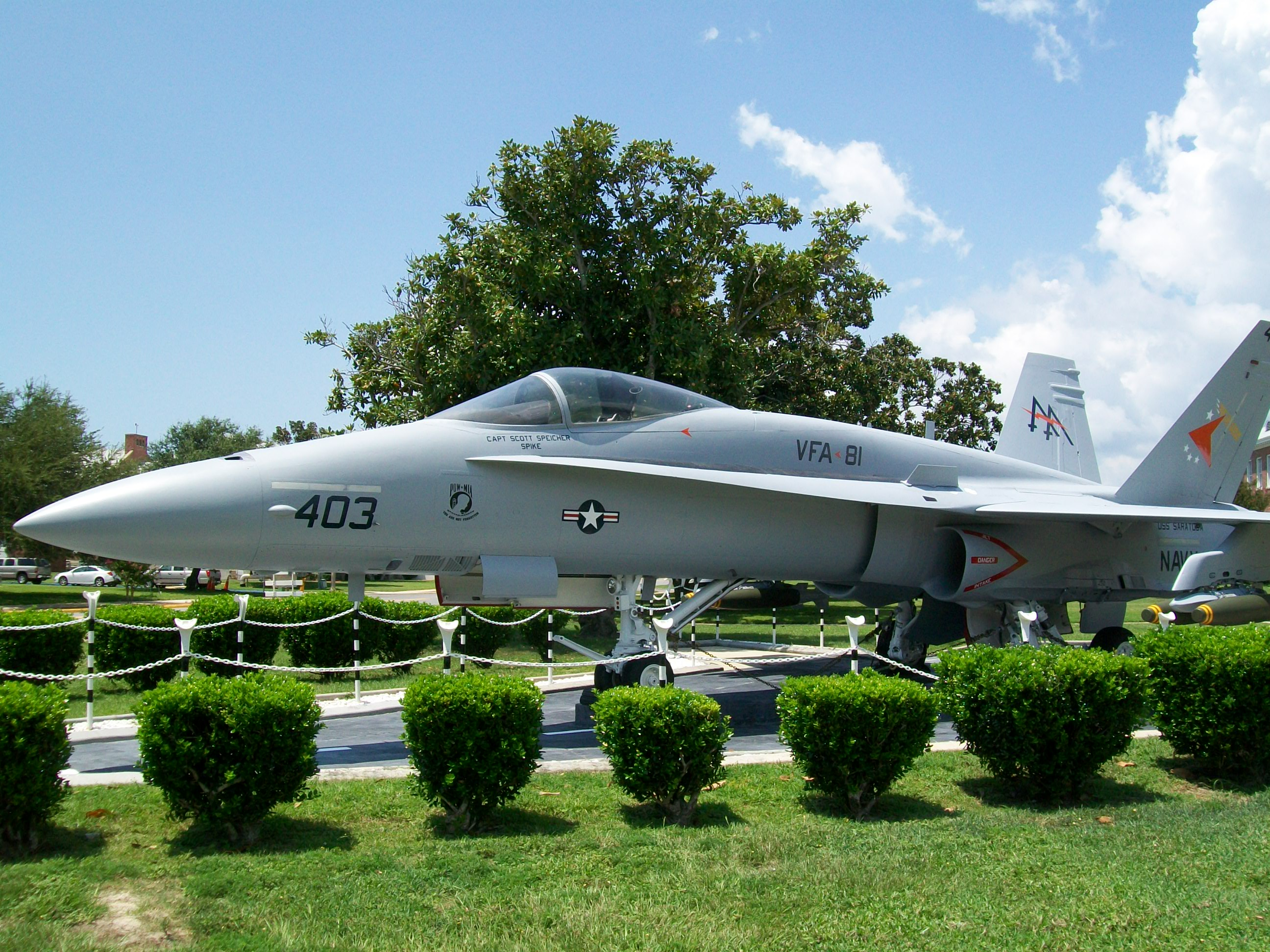
إف/إيه-18 هورنت تشبه طائرة سبايكر في عرض دائم في ناس بينساكولا.

كان سكوت سبايكر يحلق بطائرته المقاتلة إف/إيه-18 هورنت رقم 163484 عندما أسقط على بعد مائة ميل غرب بغداد في ليلة 17 يناير 1991 وهي أول ليلة من عملية عاصفة الصحراء. تحطمت طائرته في قفار نائية غير مأهولة تعرف باسم تولول الدليم 33°14′35.81″N 42°21′18.14″E / 33.2432806°N 42.3550389°E. كان أول ضحية قتالية للقوات الأمريكية في الحرب.
احتفظت البحرية الأمريكية في وثيقة عام 1997 بأن سبايكر قد أسقط بصاروخ أرض-جو. ومع ذلك يُشير ملخص غير مصنف لتقرير وكالة المخابرات المركزية لعام 2001 إلى أنَّ طائرة سبايكر قد أُسقطت بصاروخ أطلقته طائرة عراقية على الأرجح طائرة ميكويان جيروفيتش ميج-25 التي يطير بها النقيب الطيار زُهَيْر جَليلْ دَاوُدْ من السرب الرابع والثمانين من القوات الجوية العراقية. كان سبايكر يحلق على إرتفاع 28,000 قدم وبسرعة 0.92 ماخ (540 عقدة) عندما واجه الحدث الكارثي. ألقى تأثير الصاروخ آر-40 الطائرة أُفقيًا قبالة مسارها رحلة بين خمسين وستين درجة. قال طيار في نفس المهمة: «أنا أقول لك الآن بأنك لا يجب أن تصدق ما يقال لك. إنها طائرة ميج التي أسقطت سبايك».

## الحالة والتحقيقات

### عقد 1990
بعد يوم من تبادل لإطلاق النار وضع سبايكر على قائمة فقد في المعركة. في 22 مايو 1991 بعد نهاية حرب الخليج الثانية تم تغيير وضع سبايكر إلى قتل في المعركة / الجسم لم يسترد. قائد البحرية بادي هاريس الذي كان صديقا وزميلا لسبيشر أصبح مناصرا قويا للبحث عن سبايكر وكثيرا ما كان يجتمع مع المسؤولين الأميركيين.
في ديسمبر 1993 اكتشف مسؤول عسكري من قطر حطام طائرة في الصحراء وتم تحديدها لاحقا بأنها طائرة سبايكر. كانت المظلة على مسافة جيدة من بقية الطائرة مما يوحي بأن سبايكر حاول الخروج. في أبريل 1994 قام قمر صناعي أمريكي بتصوير رموز واضحة من صنع الإنسان على الأرض الصحراوية بالقرب من موقع الحطام والتي ربما تكون علامة (E & E) (ويعني الهروب والتهرب) من سبايكر مما يشير إلى أن سبايكر ربما نجا من الحادث. تم التخطيط لعملية أمريكية سرية لتفتيش الموقع لكن تم رفضها من قبل رئيس هيئة الأركان المشتركة الأمريكية جون شاليكاشفيلي بأنها خطرة جدا.
في ديسمبر 1995 عمل المحققون من مختبرات تحديد الهوية البحرية التابعة للجيش والجنود إلى العراق وقاموا بأعمال اللجنة الدولية للصليب الأحمر وقاموا بحفر موقع تحطم الطائرة. أعطى البدو المحققين زي الطيران الذي كان من المرجح لسبيشر مع اقتطاع اسمه من الزي ولكن المحققين خلصوا أنه قد زرعت هناك. أدت أدلة أخرى المحققين إلى مواصلة اختتام أن سبايكر قد طرد على الأرجح ولم يكن في الطائرة في الوقت الذي تحطمت. في سبتمبر 1996 أكد وزير البحرية في استعراض جديد النتيجة المفترضة للوفاة. أعطي لسبايكر قبر في مقبرة أرلينغتون الوطنية.
في عام 1997 أوضحت وثيقة لوزارة الدفاع تسربت إلى صحيفة نيويورك تايمز أن البنتاغون لم يتلق المعلومات التي سبق أن طلبها السناتور الأمريكي رود غرامز. اتهم السناتور غرامز علنا البنتاجون بتضليله وانضم إليه السناتور بوب سميث في الدعوة إلى تحقيق من قبل لجنة المخابرات في مجلس الشيوخ. قضية سبايكر تناولها التحالف الوطني للأسر الذي كان نشطا جدا في قضية أسرى ومفقودي حرب فيتنام. تم تطوير نظريات متضاربة لظروف إطلاق النار على سبايكر وعلى افتراض أنه لا يزال على قيد الحياة فلماذا الجيش الأمريكي لا يريد أن يجده ولماذا العراق قد لا يريد إعادته.

### عقد 2000
في يناير 2001 غير أمين البحرية وضع سبايكر إلى فقد في المعركة. كانت هذه هي المرة الأولى التي تجري فيها وزارة الدفاع مثل هذا التغيير. بالاقتران مع التغيير في التصنيف تمت ترقية سبايكر إلى قائد وفقا لممارسة البحرية لأسرى الحرب عقد وقتا طويلا. ذكر تقرير وكالة المخابرات المركزية عام 2001 أنه قد نجا من الطرد. قالت شائعات من العراق أن سبايكر كان أسير ومشى وهو يعرج وكانت له ندبات في الوجه. في يوليو 2002 تمت ترقية سبايكر إلى رتبة نقيب.
أصبحت حالة سبايكر المحتملة قضية أكثر أهمية للتمهيد للحرب. في مارس 2002 نشرت واشنطن تايمز خمس مقالات متتالية على الصفحة الأولى حول هذا الموضوع وأجرت ناتيونال ريفيو أونلين قطعة طويلة منها وفي 12 سبتمبر 2002 ذكر الرئيس جورج دبليو بوش سبايكر في كلمة ألقاها أمام الجمعية العامة للأمم المتحدة كجزء من قضيته للحرب ضد العراق. كما أن السيناتور بيل نيلسون من ولاية فلوريدا اهتم اهتماما قويا بهذه القضية. تغير وضع سبايكر مرة أخرى إلى مفقود/أسير في 11 أكتوبر 2002 بعد يوم واحد من منح الكونغرس الأمريكي استخدام القوة العسكرية في العراق. قال وزير البحرية جوردون إنجلاند: «في حين أن المعلومات المتاحة لي الآن لا تثبت بشكل قاطع أن القائد سبايكر على قيد الحياة وفي عهدة العراق وأنا مقتنع شخصيا أن العراقيين قبضوا عليه في وقت ما بعد هبوط طائرته. بالإضافة إلى ذلك فإنني أؤمن إيمانا راسخا بأن حكومة العراق تعرف ما حدث للقائد سبايكر».
بعد غزو العراق عام 2003 في مارس 2003 بدأ تحقيق رئيسي على أرض الواقع مما زاد من اهتمام الجمهور بهذه المسألة. في أبريل 2003 تم اكتشاف الأحرف الأولى الممكنة لسبايكر في زنزانة في سجن حكمية في بغداد. لم يعتقد المحققون أنه كان كبيرا لأنه تم العثور على نحت مماثل مباشرة فوق الخربشة. لم تتطابق الاختبارات اللاحقة على الشعر الموجود في استنزاف الخلية مع الحمض النووي لسبايكر. ذهب السيناتور نيلسون إلى العراق لزيارة السجن شخصيا. كما تم العثور على اسم سبايكر على وثيقة في العراق بتاريخ يناير 2003 كانت تحمل أسماء السجناء في البلاد. ذكر المسئولون أن الوثيقة التي تضم 90 صفحة لم تقدم أي دليل على ما إذا كان سبايكر على قيد الحياة وربما كان قد كتب إما لتقديم محاسبة عن أسرى الحرب العراقيين السابقين أو لخلط الجيش الأمريكي.
مع مرور الوقت ومع تزايد احتلال الولايات المتحدة وسيطرتها على محافظة الأنبار أصبح من الواضح أن سبايكر لم يتم القبض عليه قط.
في 5 يناير 2009 أقامت البحرية الأمريكية مجلس استعراض للنظر في إقفال القضية رسميا. أوصى مجلس المراجعة بأن يواصل البنتاغون التحقيق في ما حدث لسبايكر. ذهبت التوصية إلى وزير البحرية دونالد سي ونتر الذي كان قد أصدر القرار النهائي. كانت عائلة سبايكر تعتقد أنها كانت قلقة من شأن تغيير وضع سبايكر إلى وضع قتل في القتال وأعلنت أنها ستعارض مثل هذا العمل.
في 10 مارس 2009 أعلن وزير البحرية أن وضع سبايكر قد تغير من «مفقود/أسر» إلى «مفقود أثناء القتال».

### اكتشاف وتحديد إيجابي
في 2 أغسطس 2009 أفادت البحرية أن بقايا سبايكر عثروا عليها في العراق من قبل قوات مشاة بحرية الولايات المتحدة من الكتيبة الثالثة من مشاة البحرية الثالثة الذين ينتمون إلى فرقة العمل العسكرية التابعة للقوات المتعددة الجنسيات الغربية ومارينز من سرب دعم الجناح البحري 271 التابعين لجناح الطائرات البحرية الثاني. كان عظم الفك يستخدم لتحديده بعد الدراسة في مركز تشارلز كارسون لشؤون المورتوري في قاعدة دوفر الجوية. وفقا للمدنيين المحليين دفن البدو سبايكر بعد إسقاط طائرته. عزا السيناتور نيلسون النتيجة المتأخرة إلى ثقافة المنطقة: «هؤلاء البدو يتجولون في الصحراء ولا يبقون في مكان واحد وقد استغرق الأمر هذا الوقت للعثور على الموقع المحدد».
أعربت أسرة سبايكر عن امتنانها لكون وزارة الدفاع قد أبقت على القضية وأن الإغلاق أصبح متاحا الآن. وصف موقع كريسشان ساينس مونيتور القضية بأنها «ملحمة حقيقية تتخللها الأمل وعدم اليقين واليأس على مدى السنوات الثمانية عشر الماضية».